# 538 (số)
538 (năm trăm ba mươi tám) là một số tự nhiên ngay sau 537 và ngay trước 539.